# Raoul Villain
Pour les articles homonymes, voir Villain.

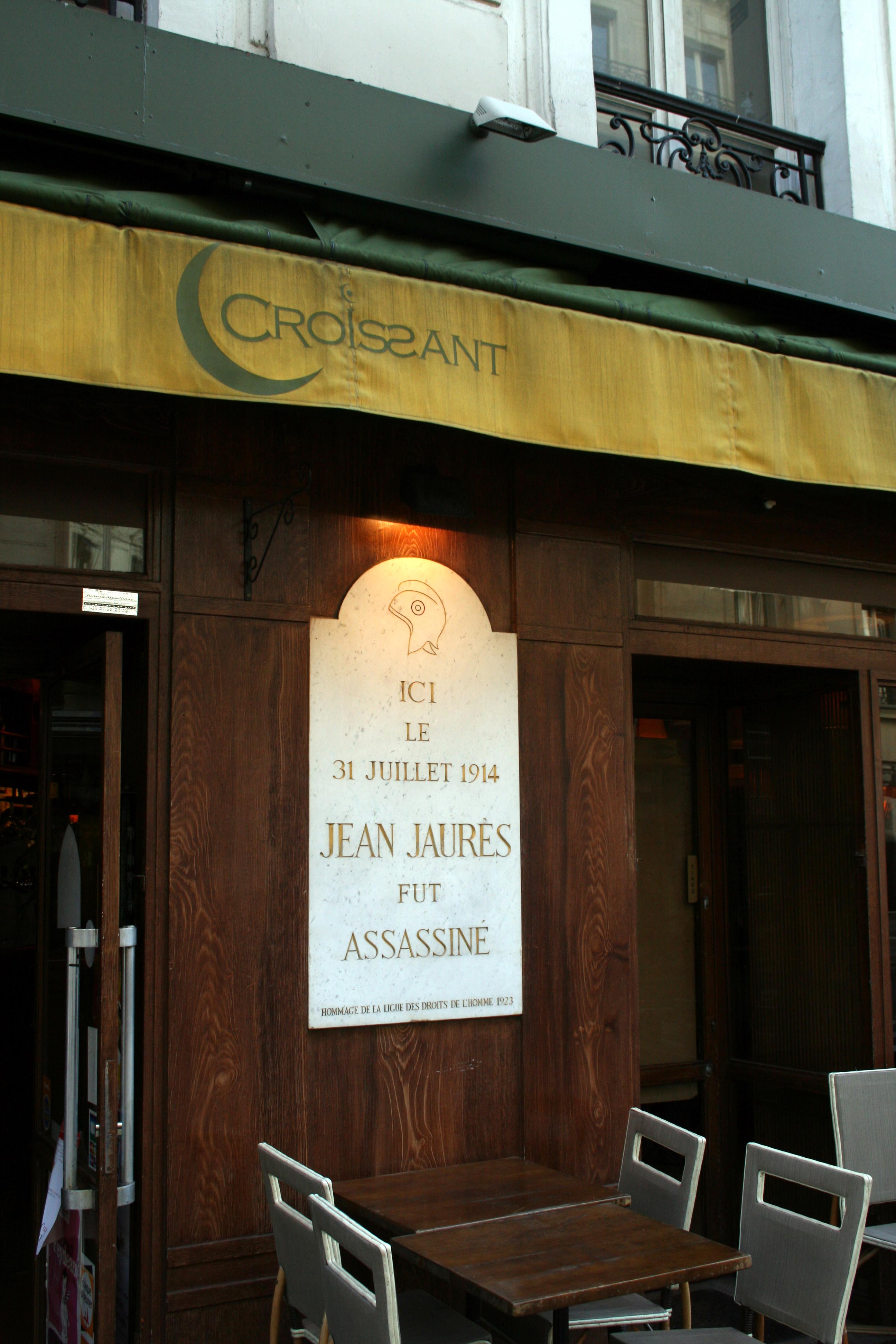
Plaque commémorative au Café du Croissant, 146 rue Montmartre (à l’angle du côté pair de la rue du Croissant), 2e arrondissement, Paris.

Raoul Villain, né à Reims le 19 septembre 1885 et mort le 14 septembre 1936 à Ibiza (Baléares), est un nationaliste français, assassin du dirigeant socialiste Jean Jaurès, le 31 juillet 1914, à la veille du déclenchement de la Première Guerre mondiale. Bien que sa culpabilité ne fasse aucun doute, lui-même ayant avoué son acte, il est acquitté en 1919, dans un contexte de ferveur nationaliste. Exilé en Espagne, il est exécuté par des anarchistes durant la guerre civile.

## Biographie
Raoul Villain est le fils de Louis Marie Gustave Villain (1854-1940), greffier en chef au tribunal civil de Reims, et de Marie-Adèle Collery (1863- 1893). Sa mère, atteinte d'aliénation mentale en 1887 (« perturbations protéiformes des sensibilités générales et spéciales, lésion des sensations, hystéromanie très prononcée »), que l'on qualifierait aujourd'hui de schizophrène, est internée à l'asile de Châlons-sur-Marne. Sa grand-mère paternelle, Émélie Françoise Claudine Irma Alba (1828-1914), a elle aussi manifesté des troubles cérébraux. C'est durant l'enterrement de cette dernière, devant sa tombe, qu'il déclara : « il y a des gens qui font le jeu de l’Allemagne et qui méritent la mort ! », peu avant d'assassiner Jaurès. Il a un frère aîné, Marcel Villain (1884-1972), commis-greffier, lieutenant aviateur et officier de la Légion d'honneur notamment, pour ses faits d'armes durant la Première Guerre mondiale.
Élève des jésuites, au collège du faubourg Cérès, puis au lycée dans sa ville natale, Raoul Villain n'achève pas sa première. En octobre 1905, il s'inscrit à l'École nationale supérieure agronomique de Rennes, où il contracte en novembre 1905 la typhoïde, dont il manque de mourir. Sa fiche de police fait apparaître que, « avant son service militaire considéré comme un jeune homme très sérieux, très doux, bien éduqué », il « n'avait aucune mauvaise fréquentation, n'allait ni au café, ni aux spectacles ».
En novembre 1906, il est incorporé au 94e régiment d'infanterie à Bar-le-Duc, mais est réformé en 1907. En juin 1909, il sort diplômé de l’école de Rennes, classé 18e sur 44. Il travaille six semaines dans l'agriculture dans l'arrondissement de Rethel, puis revient à Reims chez son père. En septembre 1911, il va en Alsace. D'octobre 1911 au 29 juin 1912, il est surveillant suppléant au collège Stanislas, autorisé à préparer le baccalauréat. Son professeur de rhétorique, l'abbé Charles, dit de lui qu'« il semblait malheureux de vivre. Dans ses compositions il manquait de profondeur, de logique et d'esprit de suite. J'exprimais un jour mes craintes devant les menaces de guerre. Villain m'écoutait. Il répondit « les ennemis du dehors ne sont pas les plus redoutables ». Doux et poli avec tout le monde, il ne se lie cependant avec personne et se fait congédier de son emploi de surveillant en raison de son manque d'autorité[pas clair]. En 1912, il séjourne en Angleterre, six semaines à Londres et une dizaine de jours à Loughton, où il retourne en 1913. Il demeure chez Annie Francis, qui l’a décrit comme « un homme doux et très gentil ». En mars et avril 1913, il se rend également en Grèce, à Athènes et à Éphèse. En juin 1914, il s'inscrit à l’École du Louvre pour y étudier l'archéologie. Selon sa fiche de police, « depuis sept ans, le père ne parle de son fils Raoul qu'avec tristesse. Celui-ci est devenu exalté, instable, atteint de mysticisme religieux ». Il ne venait plus que deux fois par an à Reims et « ne donnait aucun détail sur son genre de vie à Paris où il vivait seul depuis quatre ans ».

### Étudiant nationaliste
Membre du Sillon, le mouvement chrétien social de Marc Sangnier, jusqu'à sa condamnation par Pie X en 1910, puis adhérent de la « Ligue des jeunes amis de l'Alsace-Lorraine », groupement d'étudiants nationaliste et revanchiste où il joue un rôle effacé, il reproche à Jaurès de s'être opposé à la loi sur le service militaire de trois ans.

### Assassinat de Jaurès

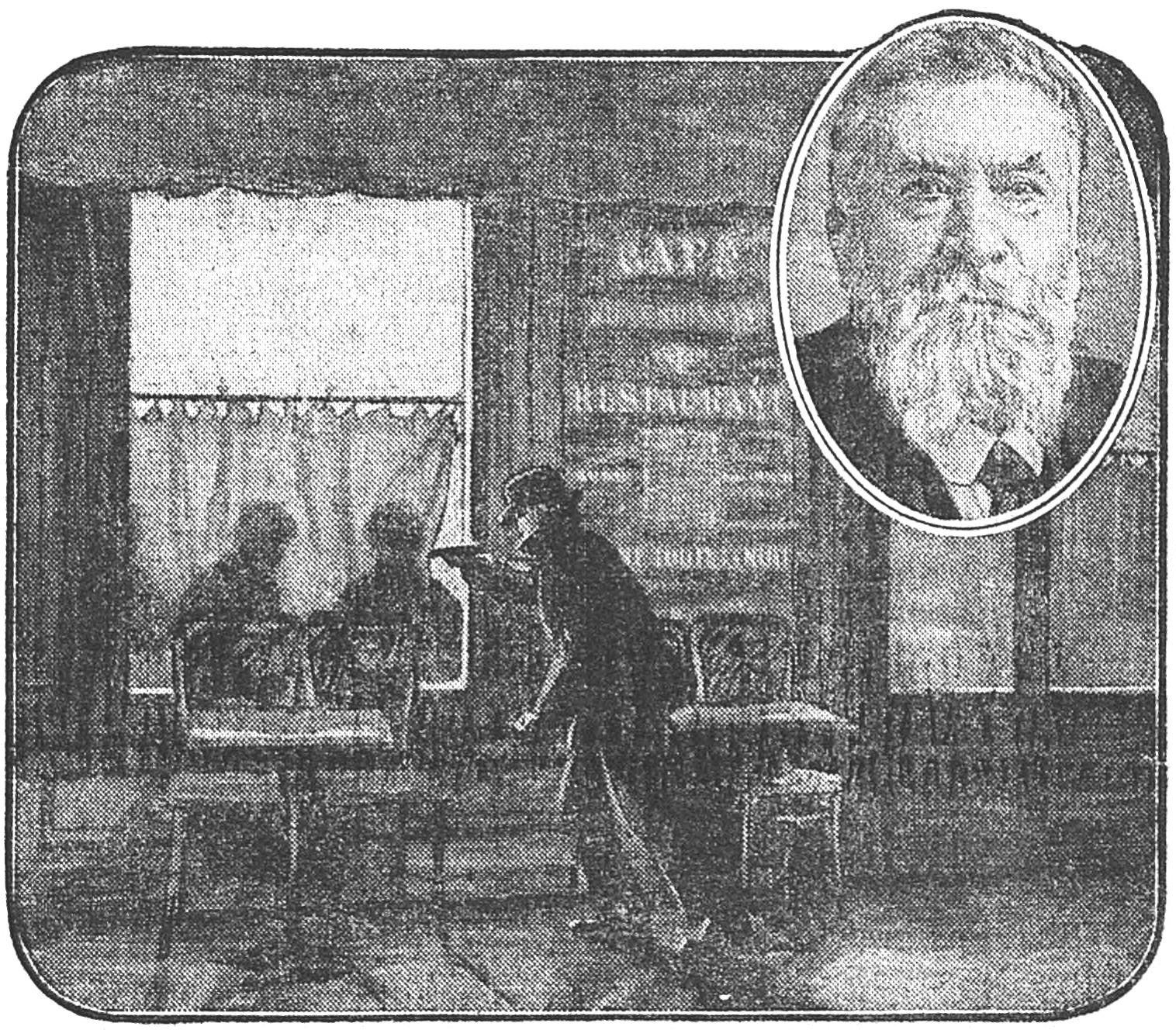
Assassinat de Jean Jaurès (reconstitution publiée en 1919 dans Le Matin).

Raoul Villain se met peu à peu en tête de tuer Jaurès. Il achète un revolver et commence à traquer le chef socialiste, griffonnant des notes incohérentes sur ses habitudes dans son portefeuille.
Le vendredi 31 juillet 1914 à 21 h 40, Jaurès soupe avec ses collaborateurs, assis sur une banquette, le dos tourné vers une fenêtre ouverte, au Café du Croissant, 146 rue Montmartre à Paris (2e arrondissement). Le meurtrier tire violemment le rideau, lève son poing armé d'un revolver, et tire deux fois. Une balle atteint à la tête le tribun socialiste, qui s'affaisse aussitôt.
L'auteur des coups de feu tente de s'enfuir à grands pas vers la rue Réaumur, mais il est vu par Tissier, metteur en page de L'Humanité, qui le poursuit, l'assomme d'un coup de sa canne et l'immobilise au sol avec l'aide d'un policier. Conduit au poste, il s'exclame : « Ne me serrez pas si fort, je ne veux pas m'enfuir. Prenez plutôt le revolver qui est dans ma poche gauche. Il n'est pas chargé. »
Cet assassinat, qui a lieu trois jours avant le début du conflit franco-allemand de la Première Guerre mondiale, précipite le déclenchement des hostilités, notamment en permettant le ralliement de la gauche, y compris de certains socialistes qui hésitaient, à l’« Union sacrée ».

### Procès

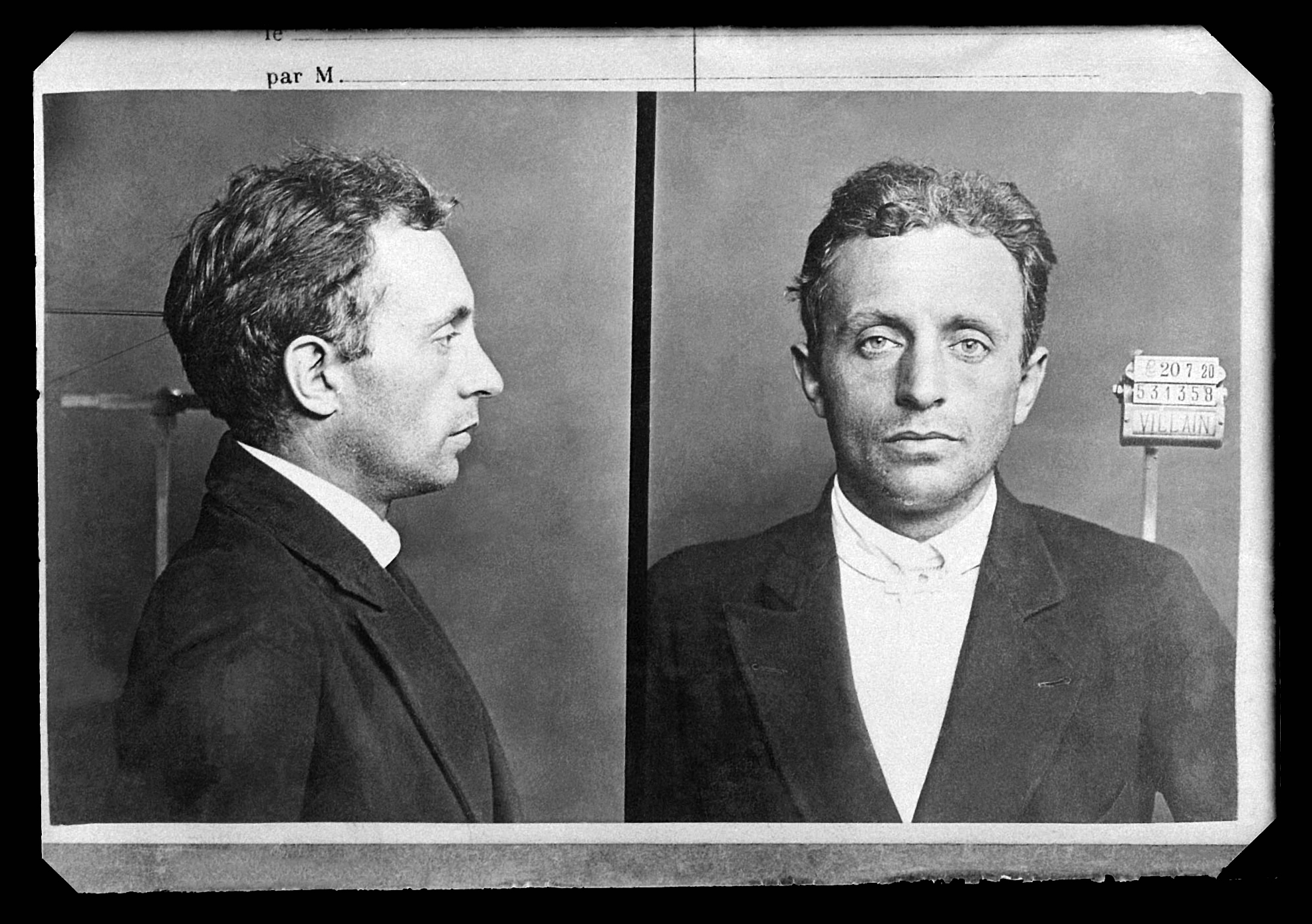
Photo anthropométrique de Raoul Villain (1920).

En attente de son procès, Raoul Villain est incarcéré durant toute la Première Guerre mondiale. Dans une lettre adressée à son frère de la prison de la Santé le 10 août 1914, il affirme : « J'ai abattu le porte-drapeau, le grand traître de l'époque de la loi des Trois ans, la grande gueule qui couvrait tous les appels de l'Alsace-Lorraine. Je l'ai puni, et c'était le symbole de l'ère nouvelle, et pour les Français et pour l'Étranger ».
L'enquête est dirigée par le juge d'instruction Drioux. Après cinquante-six mois de détention préventive, le procès s'ouvre le 24 mars 1919 devant la cour d'assises de la Seine, dans un contexte où le patriotisme est fort. L'accusé a pour défenseurs Maître Henri Géraud, et Maitre Alexandre Bourson dit « Zévaes », ancien député socialiste. Le dernier jour des débats, Villain déclare : « Je demande pardon pour la victime et pour mon père. La douleur d'une veuve et d'une orpheline ne laisseront plus de bonheur dans ma vie ». Le jury populaire doit répondre à deux questions : « 1re) Villain est-il coupable d'homicide volontaire sur Jaurès ? 2e) Cet homicide a-t-il été commis avec préméditation ? ». Après une courte délibération, par onze voix contre une,[réf. nécessaire] le 29 mars 1919, il se prononce par la négative. Raoul Villain est acquitté. Le président ordonne sa mise en liberté et l'honore d'être un bon patriote[réf. nécessaire]. La Cour prend un arrêt accordant un franc de dommages et intérêts à la partie civile, et condamne la partie civile aux dépens du procès envers l'État. Madame Jaurès est donc condamnée à payer les frais de justice.
En réaction à ce verdict, Anatole France adresse, de sa propriété de La Béchellerie, une brève lettre à la rédaction de L'Humanité parue le 4 avril : « Travailleurs, Jaurès a vécu pour vous, il est mort pour vous. Un verdict monstrueux proclame que son assassinat n’est pas un crime. Ce verdict vous met hors la loi, vous et tous ceux qui défendent votre cause. Travailleurs, veillez ! ». Dès sa publication, ce billet provoque une manifestation organisée par l'Union des syndicats et la Fédération socialiste de la Seine le dimanche 6 avril suivant de l'avenue Victor-Hugo jusqu'à Passy, où habitait Jaurès.

### Vie errante
En avril 1920, Raoul Villain doit quitter précipitamment Auxerre à la suite de manifestations hostiles organisées par les syndicats ouvriers. Il retourne à l'anonymat parisien et loge rue Jean-Lantier, no 7, sous le nom de René Alba. Il est arrêté le 19 juillet 1920 pour trafic de monnaie en argent dans un café de Montreuil, à l'angle de la rue Douy-Delcupe et de la rue de Vincennes et, pris de désespoir, tente de s'étrangler. Libéré le 23 juillet 1920, il n’est condamné par la 11e chambre correctionnelle, le 18 octobre 1920, qu’à cent francs d’amende, en raison de son état mental. En septembre 1921, il se tire deux balles dans le ventre dans le cabinet de son père au palais de justice de Reims pour protester contre l'opposition de ce dernier à un projet de mariage,.

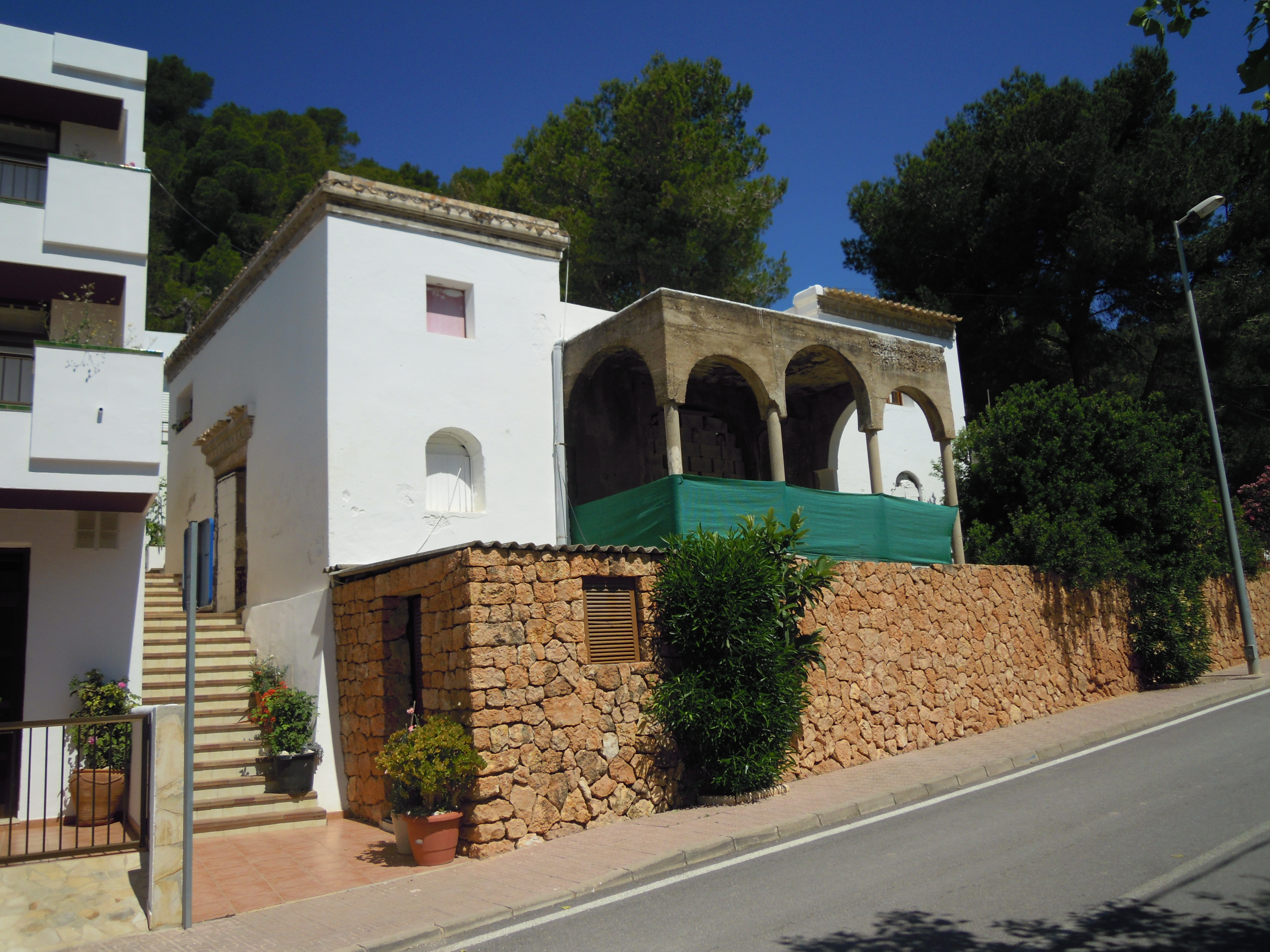
La Maison de Raoul Villain à Cala San Vicente.

Il s'expatrie à Dantzig, où il exerce le métier de croupier, puis à Memel, où il vit jusqu'en 1926. Après douze années d'errance, il s'installe en 1932 dans l’île d’Ibiza, dans les Baléares, au large de l’Espagne sous le pseudonyme d'Alex ou Alexander pour ne pas être identifié. Recevant de l’argent grâce à un héritage, il s’installe dans un hôtel près de Santa Eulària, plus précisément Cala San Vicente, où les habitants le surnomment « El boig del port » (le fou du port en catalan). Avec l’aide de quelques amis, Laureano Barrau (en), peintre impressionniste espagnol, et Paul-René Gauguin, petit-fils du peintre, il entreprend de bâtir une maison au style bizarre au bord de l’eau. La demeure, qui existe toujours, n’a jamais été terminée.

### Mort
Peu après le début de la guerre d’Espagne, le 20 juillet 1936, la garnison militaire et les gardes civils de l'île se rallient aux franquistes. Les républicains de Barcelone envoient un détachement, sous la direction du commandant Alberto Bayo, pour reprendre les Baléares. Celui-ci débarque à Ibiza le 8 août. Les 9 et 10 septembre 1936, une colonne de près de cinq cents anarchistes, sous la bannière de « Cultura y Acción », arrive à Ibiza et fait cent quatorze morts. Les 12 et 13 septembre 1936, l'île est bombardée par l'aviation italienne et, dans le chaos, les anarchistes exécutent Raoul Villain (ou peut-être aussi comme espion ou bien reconnu par Jean Coryn [1908-1984]),.
Il est inhumé au cimetière de Sant Vicenç de sa Cala à Ibiza et une messe d’enterrement est célébrée à la basilique Saint-Remi de Reims. Au cimetière du Nord de Reims, la tombe qui porte son nom (et qui rappelle son souvenir) est celle, refaite, de ses parents. Ses restes, malgré les demandes familiales, n’ont jamais été transférés à Reims.

## Dans la fiction
Raoul Villain est un personnage secondaire du roman de Louis Aragon Les Beaux Quartiers ainsi que dans le documentaire Qui a tué Jaurès ? diffusé le 2 février 2014 au Palais Niel à Toulouse, Hôtel de la Région Midi-Pyrénées. 
Il est aussi un des personnages principaux du roman de Thierry Froger, Et pourtant ils existent, paru chez Actes Sud en août 2021.
La bande dessinée La Vengeance de Jaurès (scénario : Fred Duval et Jean-Pierre Pécau; dessin : Gaël Séjourné, Delcourt, 2015, Collection Jour J) met en scène la liquidation de Villain et l'enquête menée à la suite du meurtre de plusieurs des jurés du procès Villain : elle attribue ces faits au groupement "Les Vengeurs de Jaurès", du parti socialiste de Corse.